# Jürgen Zimmerling
Jürgen Zimmerling (* 17. Februar 1952 in Oberhausen; † 8. Oktober 2005) war ein deutscher Politiker (CDU).
Zimmerling legte sein Abitur am Ignaz-Günther-Gymnasium in Rosenheim und studierte Rechtswissenschaften mit den Schwerpunkten Völkerrecht und Europarecht an der Ruhr-Universität Bochum (RUB), später kamen noch Geschichte und ein Grundstudium der Pädagogik hinzu. Für sein juristisches Staatsexamen war er am Oberlandesgericht Hamm, das Staatsexamen der Geschichte erhielt er an der RUB. Im März 1981 folgte die Meisterprüfung am Landesfeuerwehrinstitut in Münster. Eineinhalb Jahre später bestand er auch die große juristische Staatsprüfung vor dem Landesjustizprüfungsamt Nordrhein-Westfalen und 1990 die Prüfung zum Hauptbrandmeister und Zugführer im Katastrophenschutz in Münster. 1994 folgte die Promotion zum Dr. phil.
Von 1975 bis 1980 war Zimmerling Mitarbeiter an verschiedenen Lehrstühlen der RUB. Im Oktober 1982 begann er als Rechtsanwalt in Essen, 1985 eröffnete er eine eigene Kanzlei. Von 1991 bis 1995 war er Lehrer an der Fachhochschule des Bundes für öffentliche Verwaltung in Brühl, danach war er Professor für Wirtschaftsrecht und Wirtschaftsverwaltungsrecht sowie Europarecht an der FOM – Hochschule für Oekonomie und Management in Essen, an der er den Studienbereich Recht leitete. 1997 und 1998 war er am Aufbau des Studienganges zum Diplom-Wirtschaftsjuristen an der FOM beteiligt. Ferner führte er eine Reihe von Führungsverbänden im Zivil- und Katastrophenschutz beim Landesfeuerwehrinstitut Nordrhein-Westfalen.
Zimmerling war von 1975 an Mitglied der CDU. Er war stellvertretender Vorsitzender der Europakonferenz Ruhrgebiet. Von 1999 bis 2004 gehörte er dem Europäischen Parlament an. 2005 war er noch einmal für einige Monate Abgeordneter, als Nachrücker für Armin Laschet. Nach seinem Tod übernahm sein Stellvertreter Horst Posdorf das Mandat.
Zimmerling erlag einem Herzinfarkt. Er hinterließ seine Frau und zwei Kinder.